# Teoria agencji
Teoria agencji – jedna z koncepcji teoretycznych ładu korporacyjnego (corporate governance). Teoria przedstawia przedsiębiorstwo jako sieć kontraktów, zwanych związkami agencji, zawartych pomiędzy poszczególnymi uczestnikami, do których z reguły zalicza się udziałowców, menedżerów oraz kredytodawców.
W latach 60. i 70. XX wieku ekonomiści tacy jak Kenneth Arrow czy Wilson starali się opisać problem dzielenia ryzyka, który powstaje, gdy partnerzy mają inne podejście do ryzyka. Teoria agencji rozwinęła temat dzielenia ryzyka, włączając tzw. „problem agencji”, występujący, gdy współpracujące strony mają inne cele oraz podział pracy. Szczególnie dotyczy to związku agencyjnego, w którym jedna strona (przełożony) deleguje pracę drugiej (agentowi). Teoria agencji stara się opisać tę relację używając metafory kontraktu.
Problem agencji, który powstaje, gdy:
- występuje konflikt celów i pragnień pomiędzy agentem i przełożonym,
- występują trudności lub wysokie koszty weryfikacji przez przełożonego tego co właściwie agent wykonuje.

Problemem dzielenia ryzyka, który powstaje, gdy agent i pryncypał mają inne podejście do ryzyka.
Teoria ta zajmuje się wyborem najefektywniejszej formy kontraktu w związku przełożony-agent, przyjmując założenia na temat ludzi (np. ograniczona racjonalność, niechęć do ryzyka), organizacji (np. konflikt celów pośród członków) oraz informacji (np. informacji jako towaru, który można kupić). W szczególności czy kontrakt oparty na wynikach (akcje, transfer praw własności) jest wydajniejszy od opartego na zachowaniu (pensje).
Teorii agencji można użyć w różnych zestawieniach, poczynając od zagadnień na poziomie makro, jak polityka urzędów regulujących, kończąc na poziomie mikro jak wina, kłamstwo oraz inne ekspresje własnej korzyści. Najczęściej używano teorii agencji w kontekście zagadnień organizacyjnych jak: wynagrodzenia, przejęcia, strategie dywersyfikacji, związki w zarządzie, struktura finansowa i własnościowa, integracja pionowa i innowacje.

## Pozytywna teoria agencji
Badacze tej teorii skupili się na identyfikacji sytuacji, w których przełożony i agent mają skłonności do konfliktu celów, a następnie na opisie mechanizmu zarządzania, który ogranicza samolubne zachowania kadry kierowniczej. Dwie propozycje dominują w mechanizmie zarządzania zawartym w tym nurcie teorii agencji:
- Propozycja 1: Gdy kontrakt pomiędzy pryncypałem i agentem opiera się na wynikach, wtedy agent jest bardziej skłonny działać w interesie pryncypała.

Jensen i Meckling badali strukturę własności przedsiębiorstwa, włączając w to, w jaki sposób udział menedżerów we własności firmy wpływa na zgodność interesów menedżerów z interesami właścicieli.
- Propozycja 2: Gdy przełożony ma informacje umożliwiające weryfikację zachowania agenta, agent jest bardziej skłonny do działania w interesie pryncypała.

Fama i Jensen opisali rolę rady nadzorczej jako systemu informacyjnego, który może być użyty przez akcjonariuszy do kontrolowania zachowań menedżerów.
Pozytywna teoria agencji została skrytykowana przez teoretyków organizacji za bycie minimalistyczną (Hirsch, Michaels i Friedman; Perrow) oraz przez mikroekonomistów za brak ścisłości oraz tautologizm. Jednakże wzbogaciła ona teorie o bardziej kompleksowe spojrzenie na organizacje, zainicjowała: ważne badania (Barney & Ouchi, 1986) oraz zainteresowanie publiczne.

## Teoria przełożonego-agenta
Ten nurt teorii agencji ma szerokie zastosowanie w związkach typu agent-przełożony, takich jak: pracodawca-pracownik, prawnik-klient, nabywca-dostawca i inne. Paradygmat teorii zawiera dokładnie określone założenia, które są poprzedzone dedukcją i matematycznym dowodem. W porównaniu do pozytywnego nurtu teoria przełożonego-agenta jest bardziej uniwersalna oraz ma zastosowanie umożliwiające jej weryfikację. Jednak obydwa nurty są komplementarne: pozytywna teoria identyfikuje różne alternatywy kontraktów a teoria przełożonego-agenta wskazuje, który kontrakt jest najbardziej efektywny na różnych poziomach niechęci do ryzyka, niepewności wyniku, informacji.
Prosty model zakłada konflikt celów pomiędzy przełożonym i agentem, łatwo mierzalny wynik, oraz agenta, który jest bardziej niechętny ryzyku niż przełożony, gdyż nie może zdywersyfikować zatrudnienia, a przełożony może dywersyfikować inwestycje, więc jest neutralny wobec ryzyka. Podejście prostego modelu można przedstawić w przypadkach.
1. Przełożony wie co robi agent. Wiedząc to przełożony kupuje zachowanie agenta, więc kontrakt oparty na zachowaniu jest bardziej wydajny. Kontrakt oparty na wynikach niepotrzebnie przerzucałby ryzyko na agenta, który jak założono jest bardziej niechętny ryzyku niż przełożony
2. Przełożony nie wie dokładnie, co robi agent. Wiedząc o egoistycznym nastawieniu agenta, może on lub nie zachowywać się zgodnie z umową. Problem agencji narasta, bo: agent i przełożony mają inne cele lub przełożony nie potrafi zrewidować zachowania agenta. Dwa główne problemy związane z asymetrią informacji to:
  - pokusa nadużycia zaufania – odnosi się do braku starań po stronie agenta, który „wymiguje się” z uzgodnionej umowy.
  - negatywnej selekcji – agent może twierdzić, że ma potrzebne umiejętności oraz zdolności gdy jest najmowany, a przełożony nie może tego zweryfikować w całości.

W przypadku niedającego ocenić się zachowania agenta (z powodu pokusy nadużycia lub negatywnej selekcji) przełożony może:
- zainwestować w system informacyjny (procedury raportowania, rada nadzorcza, dodatkowe warstwy zarządzania). Taka inwestycja ujawni zachowania agenta i staniemy wobec przypadku pełnej informacji.

Systemy informacyjne są pozytywnie skorelowane z kontraktami opartymi na zachowaniu agenta i negatywnie z kontraktami opartymi na wynikach.
- oprzeć kontrakt na wynikach co spowoduje zgodności celów agenta i pryncypała, ale kosztem transferu ryzyka na agenta. Problem ryzyka powstaje, gdyż wyniki są tylko częścią funkcji zachowań. Poza tym istnieją: polityka rządu, klimat ekonomiczny, działania konkurencji, zmiany technologiczne itd., które mogą spowodować niekontrolowane zmiany w wynikach. Ta niepewność wyniku nie tylko przeszkadza w planowaniu, ale także niesie ze sobą ryzyko, które musi być przez kogoś poniesione.

Niepewność wyniku jest pozytywnie skorelowana z kontraktem opartym na zachowaniu i negatywnie skorelowana z kontraktem opartym na wynikach.
Ważnym elementem teorii przełożonego-agenta jest wymiana pomiędzy kosztami oceny zachowania agenta a kosztami oceny wyników i transferu ryzyka na agenta.

## Rozwinięcia teorii przełożonego-agenta

### Niechęć do ryzyka
Występuje wiele rozwinięć prostego modelu teorii przełożonego-agenta. Można np. znieść założenie o niechęci do ryzyka agenta (np. Harris & Raviv). Badania pokazują, że agent przejawia różne skłonności do ryzyka. Gdy agent staje się mniej niechętny do ryzyka (np. jest coraz bogatszy), wtedy przekazanie ryzyka agentowi poprzez kontrakt oparty na wynikach staje się coraz atrakcyjniejsze.
Niechęć do ryzyka agenta jest pozytywnie skorelowana z kontraktem opartym na zachowaniu i negatywnie skorelowana z kontraktem opartym na wynikach.
Podobnie z pryncypałem, gdy jest coraz bardziej niechętny ryzyku, przekazanie ryzyka agentowi jest coraz atrakcyjniejsze.
Niechęć do ryzyka pryncypała jest negatywnie skorelowana z kontraktem opartym na zachowaniu i pozytywnie skorelowana z kontraktem opartym na wynikach.
Kolejne rozszerzenie dotyczy zniesienia założenia o konflikcie celów pryncypała i agenta (może tak się zdarzyć w firmie o silnych więziach towarzyskich, klanowych lub w sytuacji, gdy egoistyczne zachowanie ustępuje przed bezinteresownym). Wtedy agent będzie postępował zgodnie z wolą pryncypała, nie zważając na to czy jego/jej zachowanie jest kontrolowane. Gdy konflikt celów maleje, jest malejąca motywacja, aby zastosować kontrakt oparty na wynikach. Decyzja sprowadza się do dzielenia ryzyka. Zakładając niechęć do ryzyka agenta kontrakt oparty na zachowaniu staje się bardziej atrakcyjny.
Konflikt celów pomiędzy pryncypałem i agentem jest negatywnie skorelowany z kontraktem opartym na zachowaniu oraz pozytywnie skorelowany z kontraktem opartym na wynikach.

### Programowalność zlecanego agentowi zadania
Kolejnym rozszerzeniem jest programowalność zadania zleconego agentowi, która często ułatwia ocenianie zachowania agenta. Zadania, które są programowalne w dużym stopniu łatwo ujawniają zachowanie agenta, co stwarza przypadek kompletnej informacji.
Programowalność zadania jest pozytywnie skorelowana z kontraktami opartymi na zachowaniu i negatywnie skorelowana z kontraktami opartymi na wynikach.

### Mierzalność wyniku
Inną charakterystyką zadania jest mierzalność wyniku. Niektóre zadania wymagają dużo czasu, są realizowane w zespołach lub wspólnych przedsięwzięciach. W tych okolicznościach wyniki są trudno mierzalne lub ocena trwa zbyt długo.
Mierzalność wyniku jest negatywnie skorelowana z kontraktami opartymi na zachowaniu i pozytywnie skorelowana z kontraktami opartymi na wyniku.

### Długość trwania kontraktu
Poza tym, wydaje się sensownym, że pryncypał i agent wchodzą w długookresową relacje. Jest prawdopodobne, że pryncypał pozna agenta i łatwiej będzie mu ocenić jego zachowanie, co zmniejszy asymetrię informacji.
Długość związku agencyjnego jest pozytywnie skorelowana z kontraktem opartym na zachowaniu i negatywnie skorelowana z kontraktem opartym na wynikach.

## Teoria agencji i jej wkład w teorie organizacji
Teoria agencji jest podobna do modeli politycznych organizacji. Obie teorie zakładają podążanie za własnym interesem na poziomie jednostek oraz konflikt celów na poziomie organizacji. W obydwu perspektywach asymetria informacji związana jest z władzą podrzędnych członków organizacji. Różnica jest taka, że w modelu politycznym konflikty rozwiązywane są przy pomocy negocjacji, targów i koalicji, a w teorii agencji konflikt rozwiązuje się poprzez zestrojenie zachęt – mechanizm cenowy ekonomii.
Teoria agencji jest także podobna do teorii kosztów transakcji. Obie teorie dzielą założenia o egoizmie ograniczonej racjonalności. Mają także podobne zmienne zależne: hierarchia mniej więcej odpowiada kontraktom opartym na zachowaniu oraz rynki korespondują z kontraktami opartymi na wynikach. Jednak obie teorie wywodzą się z innych tradycji ekonomicznych. W teorii kosztów transakcji teoretyzuje się w granicach organizacji, podczas gdy w teorii agencji teoretyzuje się na temat kontraktu pomiędzy dwiema stronami nie zważając na granice. Jednak największą różnica jest w zmiennych niezależnych. W teorii kosztów transakcji są nimi: specyficzność wkładów kapitałowych i niewielkie negocjacje handlowe. W teorii agencji: stosunek do ryzyka pryncypała i agenta, niepewność wyniku, systemy informacyjne.
Teoria agencji dzieli wspólne założenia z innymi teoriami organizacji.

## Wkład teorii agencji do zarządzania
Teoria agencji przywraca znaczenie zachętom oraz egoizmowi w myśleniu o organizacjach. Ponadto teoria ta podkreśla istotność wspólnej struktury problemów na przestrzeni tematów badawczych. Rezultaty z jednych obszarów badań (e.g. integracja pionowa) mogą być związana z innymi poprzez wspólną strukturę problemu (np. wynagrodzenie).
Teoria agencji wprowadza także pojęcie informacji jako towaru, która ma swój koszt i może być nabywana. To stwarza dużą rolę systemom informacyjnym jak budżetowanie, MBO (Management by Objectives – zarządzanie przez cele), rada nadzorcza. Implikacja jest taka, że firmy mogą inwestować w systemy informacyjne, aby kontrolować oportunizm agenta. Ilustracją tego jest wynagrodzenie kadry kierowniczej. Powinno być ono uzależnione od wielu czynników m.in. systemów informacyjnych. Doskonalsze systemy informacyjne prowadzą do lepszej kontroli oportunizmu menedżerów i poprzez to do wynagrodzenia mniej opartego na wynikach.
Teoria agencji łączy niepewność wyników z tworzeniem ryzyka. Niepewność jest widziana w kategoriach wymiany pomiędzy ryzykiem a wynagrodzeniem, a nie tylko niemożliwością planowania. Ta niepewność wyniku powiązana z różną chęci do akceptacji ryzyka powinna wpływać na kontrakt pomiędzy pryncypałem i agentem.
Ogólnie teoria agencji przewiduje, że neutralni wobec ryzyka menedżerowie będą wybierać opcję tworzenia, a niechętni wobec ryzyka opcję kupna, przerzucając ryzyko na dostawcę.

## Rezultaty empiryczne
Badacze przeprowadzili szereg badań sprawdzających wiarygodność teorii agencji. Badacze wykorzystali różne metody do badania skłonności menedżerów do podejmowania ryzyka (np. chęć tworzenia konglomeratów), zgodności celów pryncypała i agenta (opór wobec przejęć, skłonność do ulegania szantażowi akcyjnemu). Zauważono istnienie problemu agencji pomiędzy udziałowcami a zarządem w sytuacjach, gdy ich cele się rozchodziły: próby przejęć, finansowanie poprzez dług vs finansowanie poprzez akcje, nabywanie poprzez przejęcia. Problem agencji ujawniał się także w rozwiązaniach, które podejmowano: kontrakty oparte na wynikach (np. golden parachutes), opcja na akcje dla członków zarządu, a także poprzez rady nadzorcze.
W badaniach na teorią pryncypała-agenta wykorzystywano zbiór zmiennych agencji takich jak: programowalność zadania, systemy informacyjne oraz niepewność wyboru, aby przewidzieć czy kontrakt jest oparty na wynikach czy zachowaniu. Leżącym u podstaw założeniem, było, że pryncypał i agent wybiorą najbardziej efektywny kontrakt, mimo że efektywność nie była bezpośrednio badana.
Badania Eisenhardta dotyczące rodzaju wynagrodzenia w handlu detalicznym, wykazały związek pomiędzy prowizją (wynagrodzeniem opartym na wynikach), pensją (wynagrodzeniem opartym na zachowaniu), a programowalnością zadnia, systemami informacyjnymi (mierzone rozpiętością kontroli), niepewnością wyniku (mierzoną liczbą konkurencji i wskaźnikiem niepowodzeń).
Z kolei badania Conlona i Parksa prowadzone w warunkach laboratoryjnych zgodnie z teorią agencji wykazały negatywną zależność pomiędzy systemami informacyjnymi (manipulując możliwością monitorowania przez pryncypała pracy agenta) z płacą opartą na wynikach.

## Teoria agencji współcześnie
Teoria agencji jest używana w nadzorze korporacyjnym, który wchodzi w skład corporate governance. Obecnie w teorii agencji rozróżnia się także koszty agencji dotyczące: kapitału, wolnej gotówki, długu. „Problemy agencji dotyczące kapitału związane są ze zjawiskiem rozdziału zarządzania od finansowania i występują, gdy menedżer posiada część udziałów przedsiębiorstwa lub nie posiada ich w ogóle. Sytuacja taka zachęca, bowiem menedżera do maksymalizacji korzyści pozapieniężnych, gdyż posiadając jedynie część udziałów w firmie nie pokrywa on całości kosztów, a czerpie 100% korzyści. (…) Dodatkowo, na podstawie analizy porównawczej przedsiębiorstw zarządzanych przez udziałowca oraz zarządzanych przez menedżera zewnętrznego, czyli firm o zerowych kosztach agencji dotyczących kapitału oraz firm ponoszących te koszty, koszty agencji skalkulowano pomiędzy 65 000 a 180 000 USD rocznie (przy założeniu mediany sprzedaży rocznej na poziomie 1,3 mln USD i mediany całkowitych aktywów wynoszących 438 000 USD).
Problemy agencji dotyczące tzw. wolnej gotówki związane są najogólniej rzecz biorąc z sytuacją przedsiębiorstwa, które generuje wysokie przepływy finansowe, a z racji specyfiki swojej działalności czy rynku, na jakim działa, nie dysponuje projektami o wystarczająco atrakcyjnej wartości bieżącej. Dążenie menedżerów do takiego lokowania funduszy tłumaczone jest ich tendencją do budowania imperiów, gdyż poziom ich wynagrodzeń często uzależniony jest od wielkości zasobów i wielkość firm, jakimi zarządzają.
Decyzja firmy o zaciągnięciu długu jest determinowana przez efekty, jakie niesie wykorzystywanie dźwigni finansowej, koszty monitoringu oraz koszty bankructwa. Przy zaciąganiu długu przez firmę pojawiają się, bowiem konflikty między udziałowcem i kredytodawcą. Ten pierwszy wykazuje tendencję do inwestowania uzyskanego kapitału w przedsięwzięcia o wyższej stopie zwrotu i jednocześnie wyższym ryzyku niż było to pierwotnie ustalone. W efekcie dokonuje on transferu bogactwa na swoją rzecz i na koszt kredytodawcy.”

## Podsumowanie
Teoria agencji, choć rozpoczęła karierę 30 lat temu wciąż stanowi ważny element teorii organizacji. Jest nauką interdyscyplinarną, co pomaga tłumaczyć zachowania ludzkie, które wiążą się z różnymi dziedzinami nauki. Wśród ekonomistów panują różne opinie na temat teorii agencji. Z jednej strony przedstawia się ją jako rewolucyjną i potężną podstawę (Jensen, 1983). Z drugiej teoria agencji jest wąska, nie odwołuje się do żadnego konkretnego problemu i brakuje jej możliwych do przetestowania implikacji (Perrow, 1986). Prawda leży pośrodku. Teoria agencji dostarcza unikalnego, realistycznego oraz empirycznie sprawdzonego obrazu na problem kooperatywnych wysiłków.